# ماساتو ایشیدا
ماساتو ایشیدا (انگلیسی: Masato Ishida؛ زادهٔ ۱۷ آوریل ۱۹۸۳) بازیکن فوتبال اهل ژاپن است.
از باشگاه‌هایی که در آن بازی کرده‌است می‌توان به باشگاه فوتبال یوکوهاما اشاره کرد.